# トリンギット

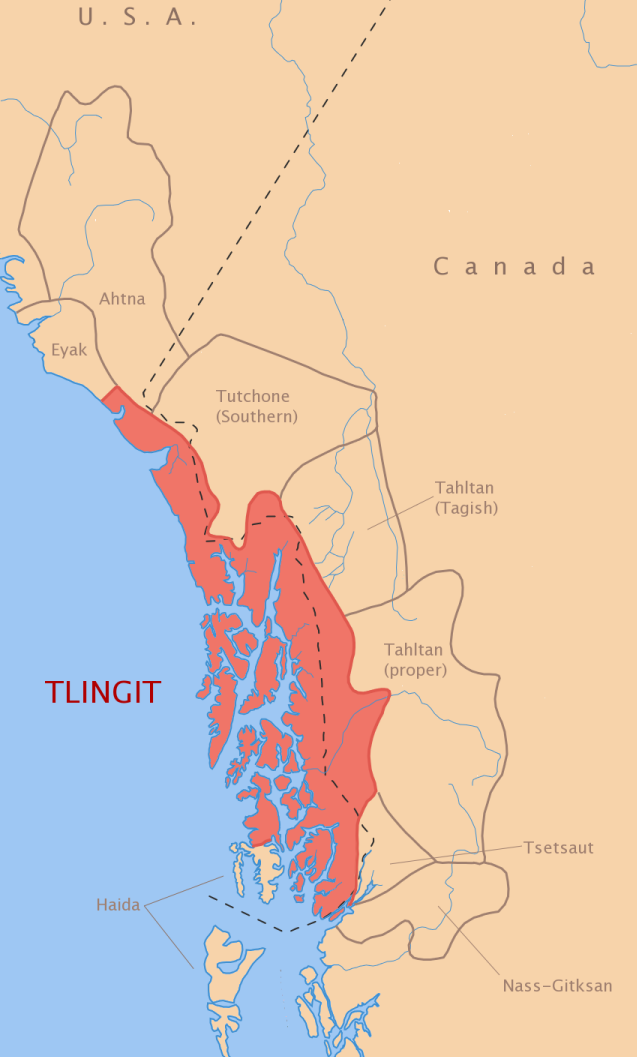
トリンキットおよび近隣諸族の分布図

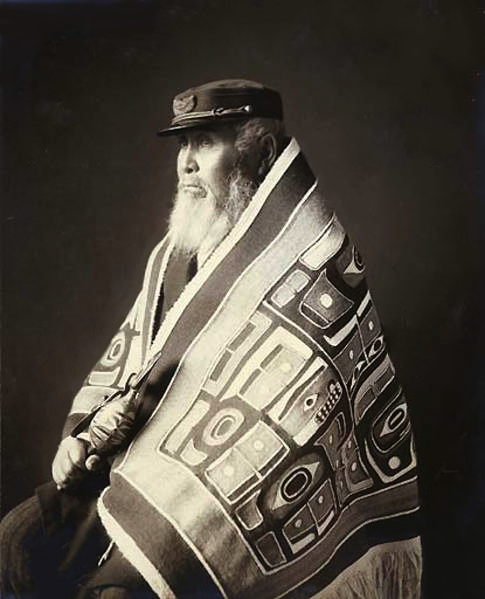
チルカットブランケットを羽織るタク部族の酋長アノトクロッシュ、アラスカ州ジュノー（1913年頃）

トリンギット（Tlingit ['tlɪŋkɪt]、トリンキット）はインディアン部族の一つで、アラスカ、カナダの先住民族。正しい発音はクリンキット['klɪŋkɪt], もしくはクリンギット['klɪŋgɪt]。もともとはフリンキット（Lingít）[ɬɪŋkɪt]と呼ばれていた。

## 文化
アラスカからカナダのブリティッシュ・コロンビア、ユーコン川流域の太平洋沿岸の海と山に挟まれた環境に住み、発達した母系の狩猟採集社会を構築していた。鮭やクジラを獲って暮らし、ポトラッチやトーテムポールの風習で知られる。彼らの話すトリンギット語には数多くの方言がある。豊富な木材資源を基に建築技術が発達し、巨大な木造家屋を作る。

## 歴史
18世紀以降、アラスカ一帯の先住民族たちと西洋人の接触が始まった。西洋人によってもたらされた天然痘などの感染症によって、それらの免疫を持たないトリンギットをはじめとする一帯の先住民族たちの間で著しく流行した。

## その他
- 民族写真家のジョージ・T・エモンズ（w:George T. Emmons）は19世紀の終わりにその文化を記録し「トリンキットに関する優れた研究家」と評されている[3]。

- トリンギットの家は愛知県のリトルワールドに復元されている。

## ギャラリー

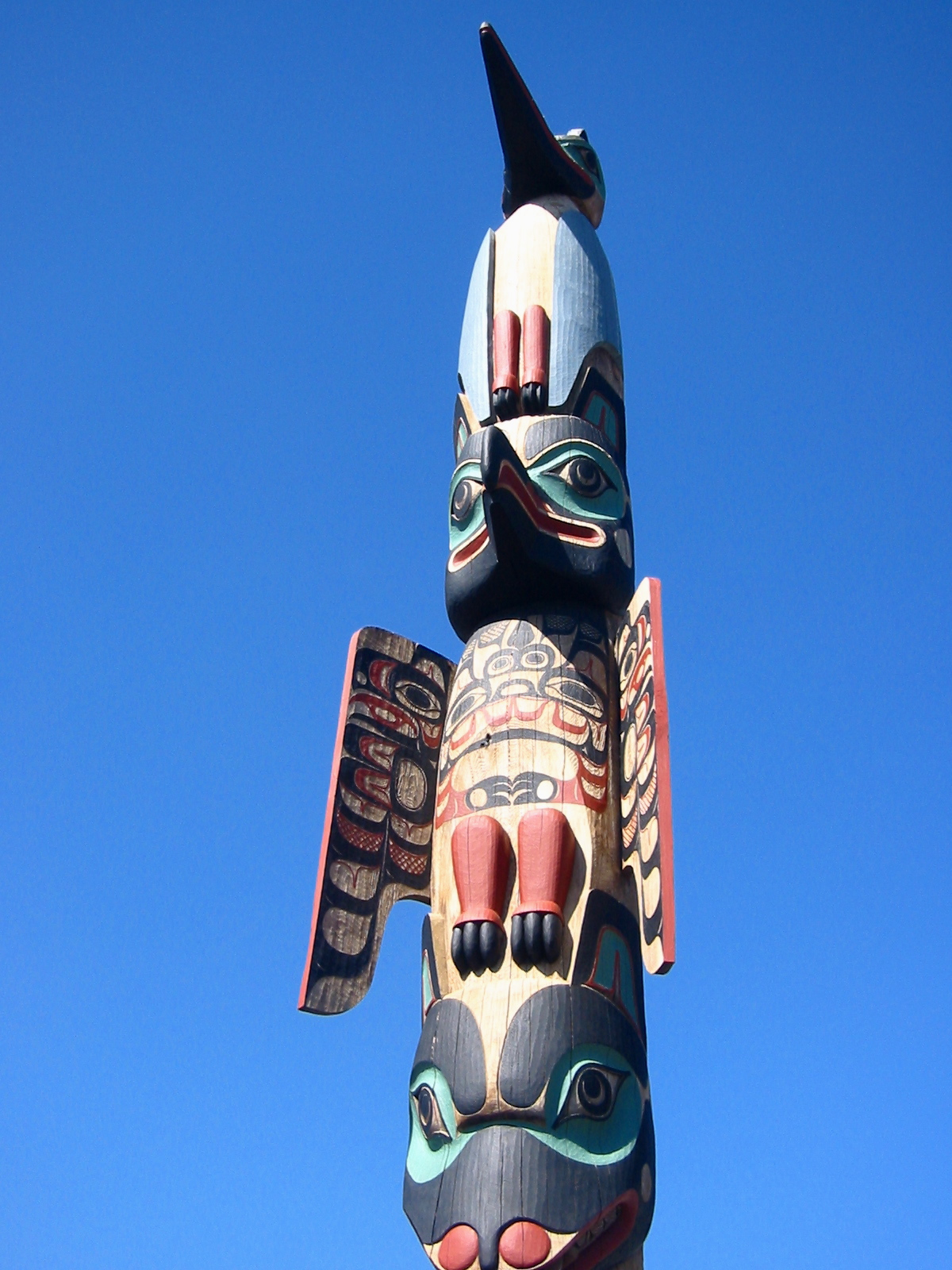
トーテムポール（米国、アラスカ州）
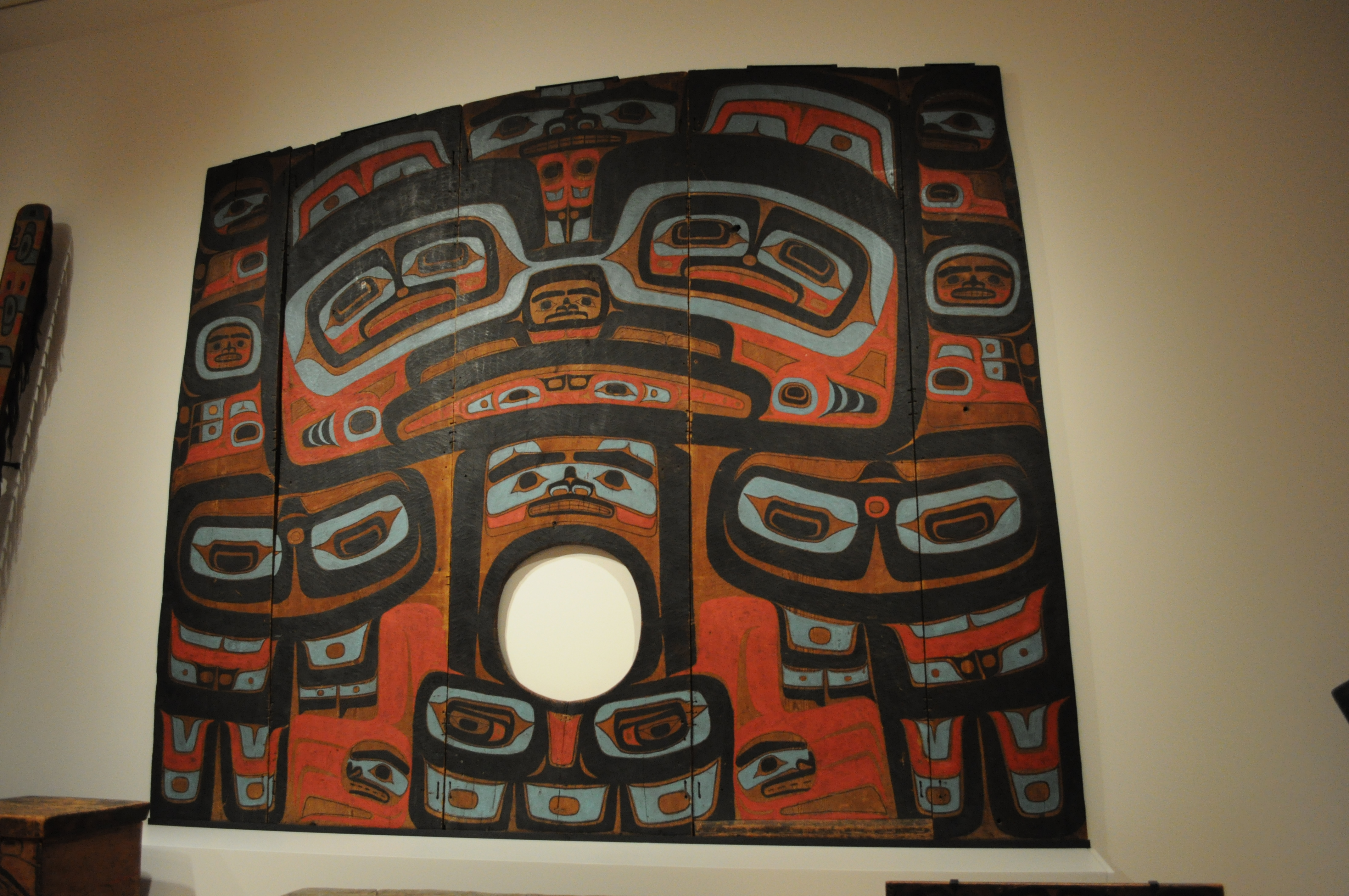
一族の象徴、大ガラス
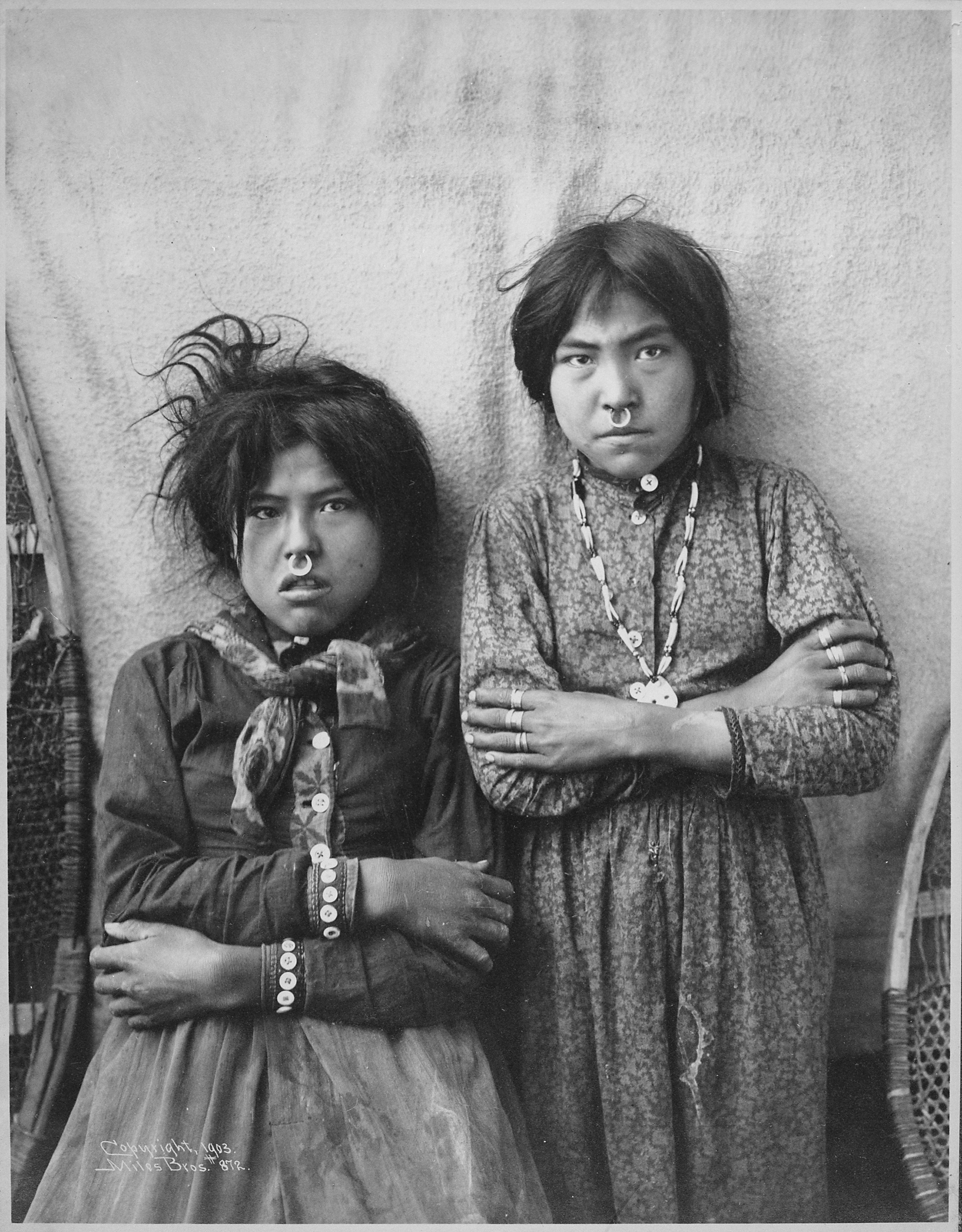
二人のトリンギットの少女（1903年）
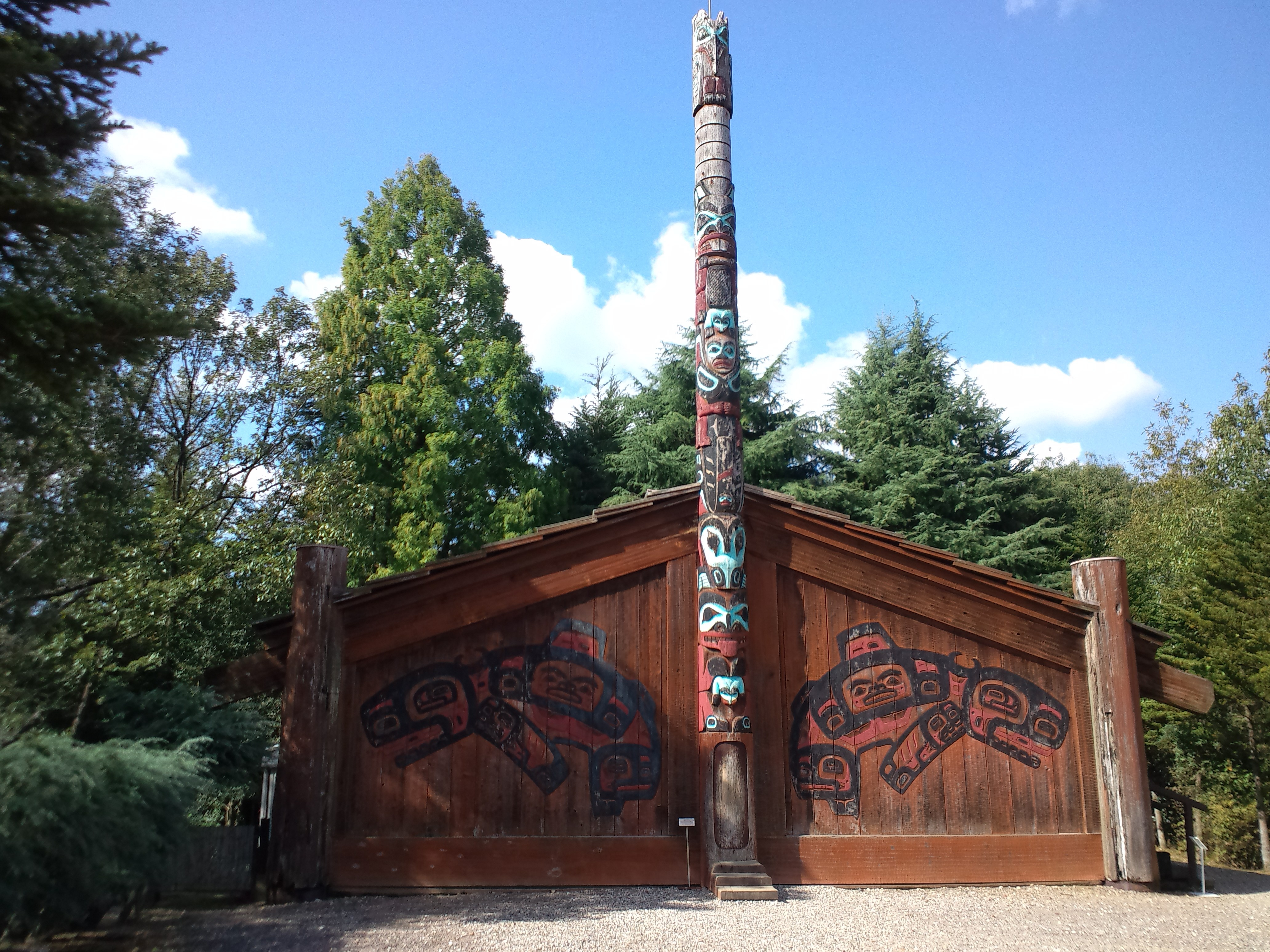
リトルワールドに復元されたトリンギットの家
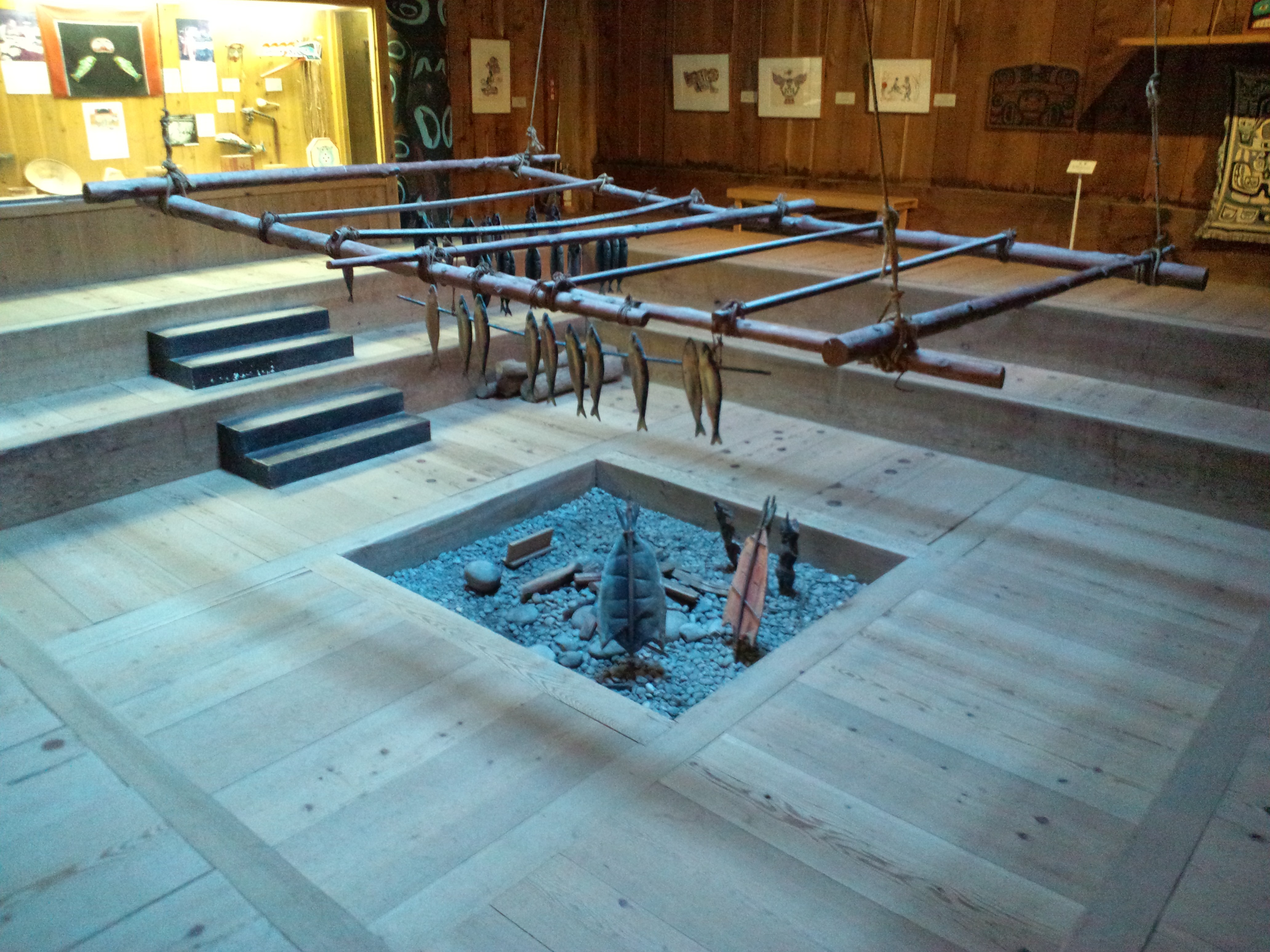
トリンギットの家の内部、階層式になっている。